# Automotrice Mat '35
Materieel 1935
Les automotrices Mat '35 (materieel 1935) des Nederlandse Spoorwegen sont une série 8 rames doubles mises en service en 1935.
Première génération d'automotrices électriques aérodynamiques aux Pays-Bas, dérivées des autorails Mat '34, elles posent les jalons de la série des Mat '36 et disparaissent entre 1958 et 1964.

## Histoire
Au début des années 1930, les chemins de fer néerlandais (NS) — qui ne sont pas encore une compagnie ferroviaire mais l’appellation donnée au partenariat des exploitants ferroviaires des Pays-Bas — exploitent deux séries de rames électriques :
- les automotrices et remorques à caisse en bois construites à partir de 1908 par la Compagnie du chemin de fer électrique du Sud de la Hollande (nl) pour circuler sur la Ligne de Rotterdam-Hofplein à Scheveningen (nl), via la La Haye fonctionnant initialement au courant alternatif de 10 kV et transformées en 1926 pour le courant continu.
- les automotrices et remorques Mat' 24 « Blokkendoos » à caisse en acier de 1924-1933, utilisées notamment sur les lignes Amsterdam - Rotterdam, Haarlem - Ijmuiden et Amsterdam - Den Helder au fur et à mesure que l'électrification progresse.

Directement dérivées des voitures à voyageurs tractées par des locomotives à vapeur, elles ne sont ni modernes ni confortables avec leurs bancs en bois pour les voyageurs de troisième classe. La construction métallique des Mat' 24 avec de nombreux rivets les alourdit.
À la recherche de matériel moderne pour parcourir le réseau en cours d’électrification, les NS réclament un matériel à l'allure résolument moderne. Les ingénieurs néerlandais s’inspirent des fameux autorails articulés Fliegender Hamburger (de) (Hambourgeois volant) des chemins de fer allemands apparus en 1932 pour la conception de leur nouvelle génération de trains automoteurs, débutant par la série des 40 rames triples Mat '34 « Dieseldrie » livrées en 1934.
Les automotrices électriques de 1935 reprennent le même design pour les cabines de conduite, les portes, fenêtres, sièges, bogies, etc. L'attelage automatique est de type Schraefenberg et des bogies Jacobs dont le pivot se trouve entre les deux voitures sont utilisés. La caisse est en acier soudé, les intérieurs en matériaux légers avec banquettes rembourrées en troisième classe. L'esthétique générale est en phase avec les tendances de l'époque : mouvement Streamline et Art-déco avec une touche nationale. Elles préfigurent en de nombreux points les rames Mat '36 plus nombreuses. Sur ces dernières, les portes battantes et les fenêtres avec un ouvrant coulissant, issus des Mat '34 ne sont pas reconduites ; ce critère permet de les distinguer des Mat '35. En revanche, la cabine de conduite avec de petites fenêtres est reproduite à l'identique sur les deux séries de Mat '36 et la première série reprend telle quelle la longueur des motrices Mat '35.
Il existe deux variantes, avec compartiment à bagages (ElD2) ou sans (El2), qui peuvent être combinées par deux formant un train complet. Les Mat '36 doubles opteront pour une formule plus simple avec un petit compartiment à bagage par automotrice.
Les rames Mat '35 sont composées comme suit :
- Une motrice BCk (El2 et ElD2) avec une salle de 18 places de seconde classe disposée en arrière de la cabine de conduite, un double vestibule avec WC-toilette en son centre et une salle de 40 places de troisième classe suivie par une étroite plateforme ;
- Une motrice Ck (rames El2) avec une cabine de conduite et deux salles de 40 places flanquant un vestibule double à deux portes, une plateforme plus petite étant disposée aux extrémités ;
- Une motrice CDk (rames ElD2) avec un grand compartiment à bagages d'une capacité de 3 t avec espace pour la poste et loge de service ; une salle de 56 places flanquée de deux petites plateformes occupe le reste de l'espace.

### Carrière et services effectués
Dès leur mise en service, elles sont affectées à la ligne Rotterdam - Schiedam - Hoek van Holland récemment électrifiée, gagnant le surnom de « Hoek van Hollanders ». Aux heures creuses, il est convenu que les rames El2 sans espace pour les bagages restent au garage.

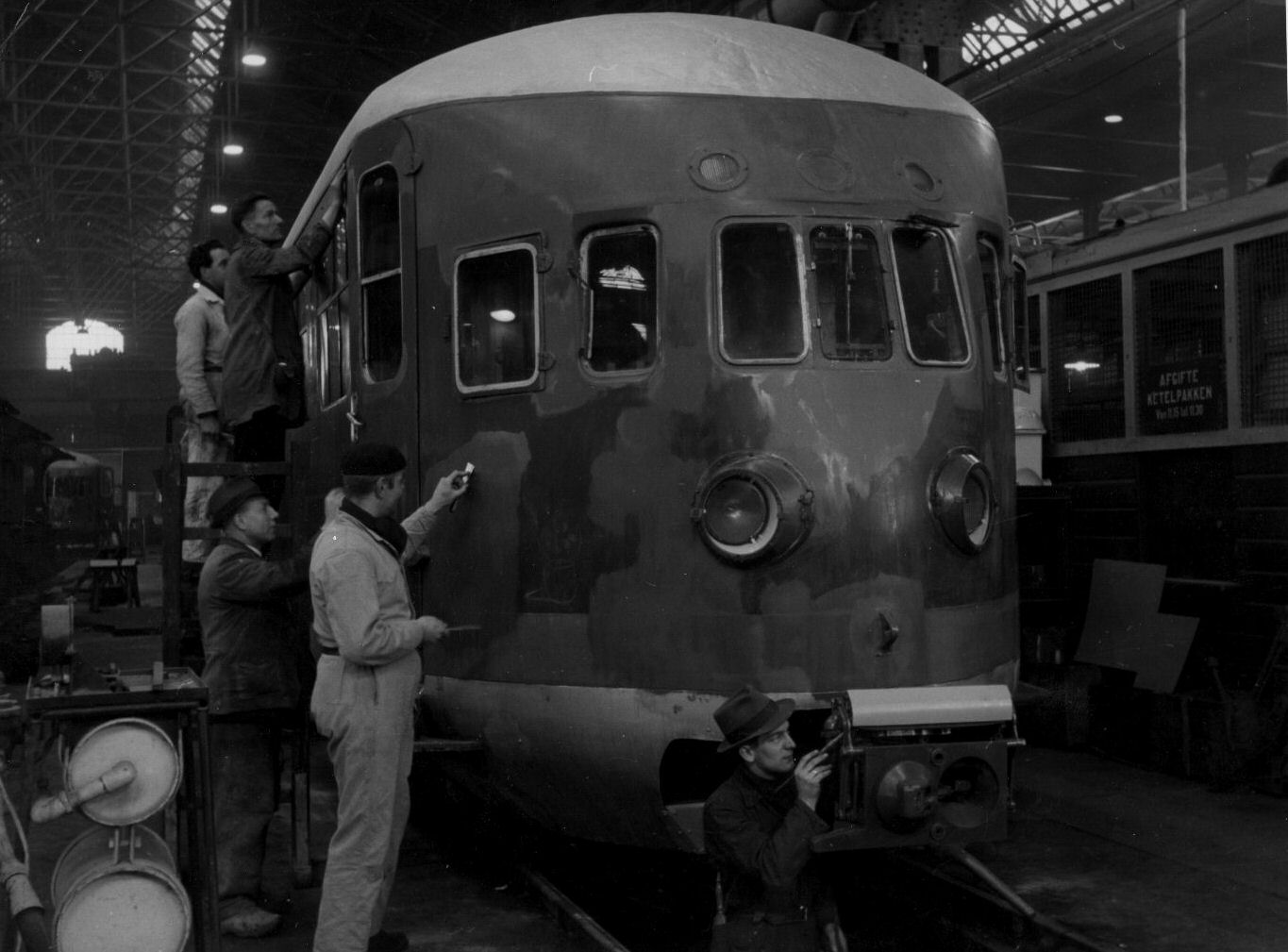
Remise en état d'une rame de 1935 après la guerre.

Durant la guerre, plusieurs sont envoyées en Allemagne et reviennent après-guerre dépourvues de nombreuses pièces. Les 201 et 207 ont subi des dommages irréparables ; la BCk de la 207, en meilleur état, est conservée comme réserve avant d'être ferraillée en 1950 faute de pouvoir être utilisée avec d'autres éléments.
Face au manque de matériel dans l'immédiat après-guerre, on les retrouve sur la ligne Amsterdam - Dordrecht (nl) dans les mêmes roulements que les rames aérodynamiques de 1936, 1940 et même les diesels de 1934.
À partir de 1949, elles migrent sur la Hofpleinlijn : Rotterdam (Hofplein) (nl) - La Haye (Hollandsch Spoor) - Schéveningue (nl) dont l'extension vers la cité balnéaire de Schéveningue ferme en 1953. Les Mat '35 continuent à arpenter le reste de la ligne jusqu'à la fin de leur carrière qui se conclut en 1964. Les automotrices qui ont pris le relai (série Mat '54) reprennent encore plusieurs caractéristiques des rames de 1935 mais il s'agit des premières automotrices aérodynamiques des NS à abandonner la pointe avant fuselée au profit d'un nez arrondi avec un décrochement au niveau des pare-brise.
Retirées du service de 1958 à 1964, toutes ces automotrices électriques aérodynamiques de première génération ont été envoyées à la démolition. Le Musée national des chemins de fer expose une rame Mat '36 de 1938 ainsi qu'un autorail triple de 1934, tous restaurés en état d'origine.